# Софийский зал в Вене
Софийский зал в Вене (нем. Sofiensäle, Sophiensäle) — концертный зал и студия звукозаписи на Марксергасе, 17, в третьем районе Вены — Ландштрасе, Австрия. Зал был назван в честь принцессы Софии Баварской, матери императора Франца Иосифа I. 16 августа 2001 года зал сгорел, но после реконструкции 2013 года был восстановлен в первоначальном виде.

## История

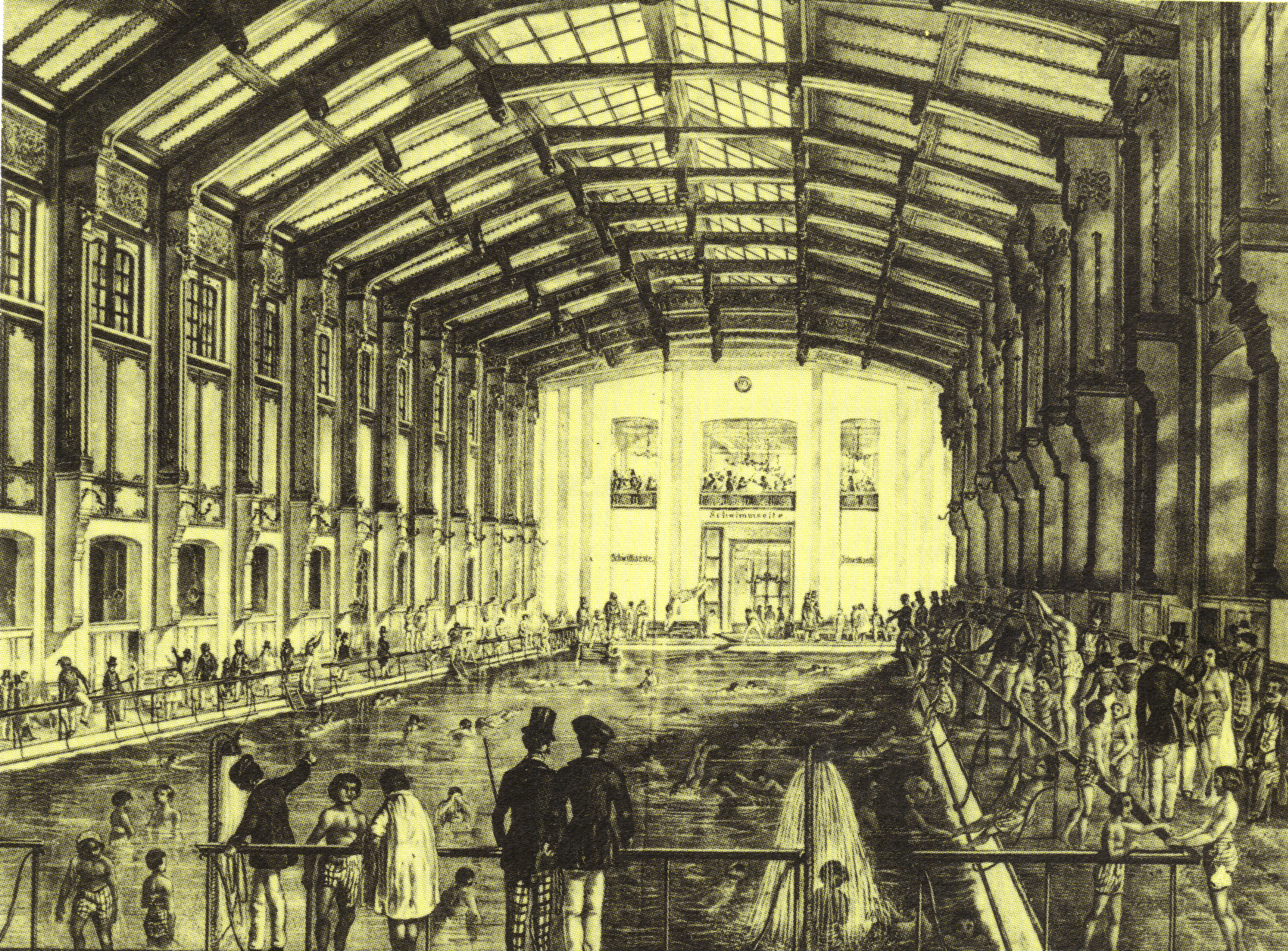
Софиенбад, середина XIX века

Здание было построено в 1826 году по проекту архитекторов Августа Зикарда фон Зикардсбурга и Эдуарда ван дер Нюлля. Изначально оно использовалось как санаторно-курортный комплекс, баня и первый в Европе бассейн и называлось Софиенбад (нем. Sophienbad). Помещение имело размеры 13,6 × 38 м и было в то время крупнейшим общественным местом в Вене. Летом здесь был бассейн, а зимой бассейн накрывали деревянными досками, что создавало прекрасную акустику, и помещение использовалось как танцевальный, концертный и актовый зал. Максимальная вместимость зала составляла 2 000 на концертах, на балах — 2 300 и на собраниях — 2 700 человек.

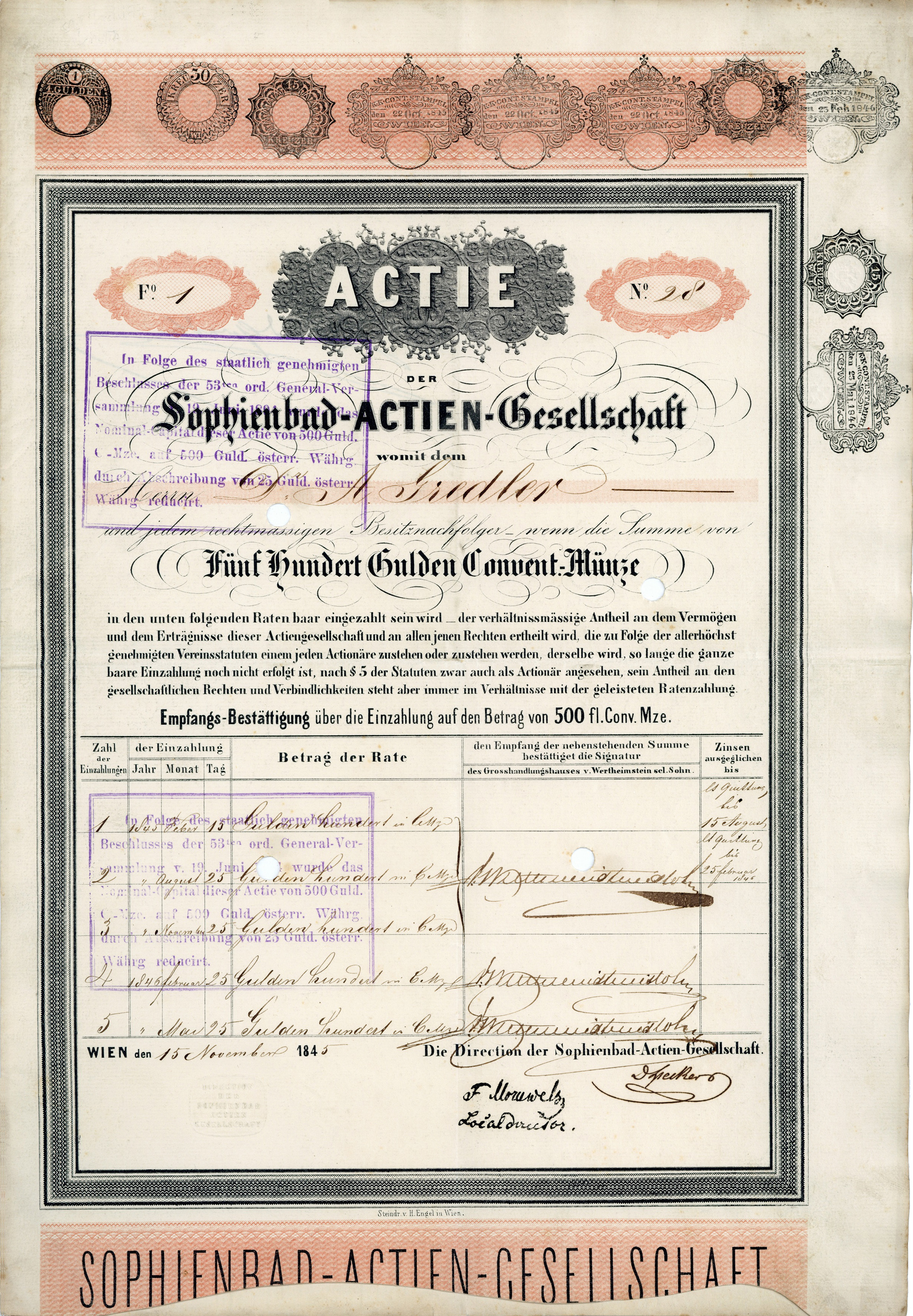
Акция учредителей Sophienbad на 500 гульденов, выпущенная в Вене 15 ноября 1845 года, зарегистрированная на имя д-ра А. Гредлера и с его подписью в качестве президента. Франц Моравец, инициатор создания фонда, подписал акцию в качестве местного директора.

В 1845—1849 годах баню перестроили в танцевальный зал. Благодаря выпуклости потолка и полости, оставшейся от бассейна, зал имел хорошую акустику. Иоганн Штраус (1804—1849) выступал здесь регулярно, начиная с 1848 года. В стенах этого зала впервые прозвучали многие из вальсов семьи Штраус.
Третья реконструкция зала состоялась в середине 1950-х годов, когда лондонская звукозаписывающая компания «Декка» сделала здание главным местом звукозаписи в Европе. В его стенах осуществлял свои записи Венский филармонический оркестр под руководством Герберта фон Караяна. Здесь выступали многие знаменитые дирижеры, такие как Йозеф Крипс, Карлос Клайбер и Ганс Кнаппертсбуш. Среди известных произведений, записанных в Софийском зале, можно отметить первую полную студийную запись цикла из четырех эпических опер Рихарда Вагнера «Кольцо нибелунга» под дирижерством Георга Шолти.
В 2001 году во время ремонта кровли Софийский зал был разрушен пожаром. Пожар длился восемь часов, здание полностью выгорело, обрушилась крыша, остались лишь фасад и некоторые несущие стены. С 2011 по 2013 год длилось восстановление Софийского зала. Стоимость проекта составила 52 млн евро.